# Mapleton (Derbyshire)
Pour les articles homonymes, voir Mapleton.
Mapleton est une paroisse civile et un village du Derbyshire, en Angleterre.